# Ōza 1954
L'Ōza 1954 è stata la seconda edizione del torneo goistico giapponese Ōza. 

## Svolgimento
- W indica vittoria col bianco
- B indica vittoria col nero
- X indica la sconfitta
- +R indica che la partita si è conclusa per abbandono
- +N indica lo scarto dei punti a fine partita
- +F indica la vittoria per forfeit
- +T indica la vittoria per timeout
- +? indica una vittoria con scarto sconosciuto
- V indica una vittoria in cui non si conosce scarto e colore del giocatore

|  | Primo turno        | Primo turno        | Primo turno |  |  | Secondo turno      | Secondo turno      | Secondo turno   |       |                    | Semifinali         | Semifinali         | Semifinali |  |  | Finale | Finale | Finale |
|  |                    |                    |             |  |  |                    |                    |                 |       |                    |                    |                    |            |  |  |        |        |        |
|  | Hidehiro Miyashita | Hidehiro Miyashita | V           |  |  |                    |                    |                 |       |                    |                    |                    |            |  |  |        |        |        |
|  | ?                  | ?                  |             |  |  | Hidehiro Miyashita | Hidehiro Miyashita |                 |       |                    |                    |                    |            |  |  |        |        |        |
|  | ?                  | ?                  |             |  |  | ?                  | ?                  |                 |       |                    |                    |                    |            |  |  |        |        |        |
|  | ?                  | ?                  |             |  |  |                    |                    |                 |       | Hidehiro Miyashita | Hidehiro Miyashita | B+R                |            |  |  |        |        |        |
|  | ?                  | ?                  |             |  |  |                    | Utaro Hashimoto    | Utaro Hashimoto |       |                    |                    |                    |            |  |  |        |        |        |
|  | ?                  | ?                  |             |  |  | Yutaro Hayashi     | Yutaro Hayashi     |                 |       |                    |                    |                    |            |  |  |        |        |        |
|  | Shuchi Kubouchi    | Shuchi Kubouchi    |             |  |  | Utaro Hashimoto    | Utaro Hashimoto    | W+R             |       |                    |                    |                    |            |  |  |        |        |        |
|  | Utaro Hashimoto    | Utaro Hashimoto    | W+R         |  |  |                    |                    |                 |       |                    | Hidehiro Miyashita | Hidehiro Miyashita | 1          |  |  |        |        |        |
|  | Eio Sakata         | Eio Sakata         | V           |  |  |                    | Kaku Takagawa      | Kaku Takagawa   | 2     |                    |                    |                    |            |  |  |        |        |        |
|  | ?                  | ?                  |             |  |  | Eio Sakata         | Eio Sakata         | V               |       |                    |                    |                    |            |  |  |        |        |        |
|  | ?                  | ?                  |             |  |  | ?                  | ?                  |                 |       |                    |                    |                    |            |  |  |        |        |        |
|  | ?                  | ?                  |             |  |  |                    |                    |                 |       | Eio Sakata         | Eio Sakata         |                    |            |  |  |        |        |        |
|  | ?                  | ?                  |             |  |  |                    | Kaku Takagawa      | Kaku Takagawa   | W+1,5 |                    |                    |                    |            |  |  |        |        |        |
|  | ?                  | ?                  |             |  |  | ?                  | ?                  |                 |       |                    |                    |                    |            |  |  |        |        |        |
|  | Nobuaki Maeda      | Nobuaki Maeda      |             |  |  | Kaku Takagawa      | Kaku Takagawa      | V               |       |                    |                    |                    |            |  |  |        |        |        |
|  | Kaku Takagawa      | Kaku Takagawa      | W+0,5       |  |  |                    |                    |                 |       |                    |                    |                    |            |  |  |        |        |        |

## Finale
La finale è una sfida al meglio delle tre partite.